# Instituto da Consolata para Missões Estrangeiras
Instituto da Consolata para Missões Estrangeiras é uma comunidade de evangelização dos povos, que foi criada em 1901 pelo padre José Allamano.

## História
Durante a formação do clero em Piemonte, Padre Allamano desenvolveu o projeto de criação do Instituto da Consolata para Missões Estrangeiras, que é composto por dois institutos: o Instituto Missões Consolata, criado em 1901 e o Irmãs Missionárias da Consolata, criado em 1910.

## Portugal
Os Missionários da Consolata chegaram a Portugal em 1943 e as Irmãs Missionárias da Consolata em 1964. Os Leigos Missionários da Consolata constituíram-se como grupo em 1999.
Atualmente estão presentes em Fátima, Lisboa, Águas Santas, Cacém e Braga.